# Jízàng
Jízàng (吉藏, Wade-Giles: Chi-tsang, coreano: Giljang, giapponese: Kichizō; 549 – Cháng'ān, 623) è stato un monaco buddista cinese.
Importante maestro e monaco buddista cinese, anche se per parte di padre di origine partica, Jízàng fu tra i più importanti, se non il più importante, esponente della scuola Sānlùn (三論宗, Sānlùn zōng) così denominata per i "Tre trattati (Sānlùn)" di strettisima impronta Madhyamaka che ne caratterizzavano le dottrine.
Divenuto sramanera (monaco novizio, cinese 沙彌 shāmí) sotto la guida del maestro di scuola sānlùn Fǎlǎng (法朗, 508-581) risiedette presso il tempio di Xinghuang-sì (興皇寺) a Jinling (oggi Nanchino) capitale delle dinastie che governavano la Cina meridionale.
Morto il maestro nel 581 si reco sul monte Qingwan e risiedette nel locale monastero di  Jiāxiáng-sì  (嘉祥寺).
Il figlio dell'imperatore della Dinastia Sui Wén (文, conosciuto anche come Yáng Jiān, 揚堅, regno: 581-604), Yáng (煬, conosciuto anche come Yáng Guǎng, 楊廣), allora principe di Jin (晋王) e profondo devoto del Buddismo, lo invitò nel 597 a recarsi nel monastero di Huìrì Dàochǎng (慧日道塲) da lui fatto erigere, ma nel 599 lo stesso principe Yáng  gli richiese di recarsi nella capitale dell'impero, Cháng'ān (長安), dove risiedette nel monastero di Rìyán (日嚴寺) fino alla morte.

## Le dottrine e le opere
Autore prolifico per i tempi, Jízàng scrisse soprattutto opere di carattere esegetico riguardante la letteratura religiosa dei Prajñāpāramitā sūtra elaborando il primo tentativo di organizzare il Canone cinese secondo raggruppamenti dottrinali e testuali (教相判釋,  jiàoxiāng pànshì anche 判教 pànjiào).
Approfondì anche le dottrine madhyamaka proprie della scuola Sānlùn nel Sānlùn xuányì (三論玄義, Il profondo significato dei Tre trattati, conservato nel Zhūzōngbù al T.D. 1852).
Per quanto concerne le dottrine riportate nel Mahāyāna Mahāparinirvāna-sūtra (Grande sutra mahayana della totale estinzione, cin. 大般泥洹經 Dà bān níhuán jīng, giapp. Dainehankyō, conservato nel Nièpánbù), Jízàng fu il primo autore cinese a ritenere che la natura di Buddha (佛性 fóxìng) non riguardasse esclusivamente gli esseri senzienti (衆生 zhòngshēng) ma anche gli "esseri insenzienti" (無情  wúqíng) come il legno o la pietra. L'intero universo era natura di Buddha. In questo fu ripreso dalla scuola buddista cinese Tiāntái (天台宗) in particolar modo nell'opera Jīngāngpí (金剛錍 giapp. Kongō bei, La Spada di diamante, T.D. 1932) di Zhànrán (湛然, 711-782).
Nel Canone cinese tra le altre sue opere conserviamo:
- Fǎhuā yóuyì (法華遊意, Riflessioni sul Sutra del Loto);
- Zhongguanlunshu (中觀論疏, Trattato sul Mūlamadhyamakakārikā di Nāgārjuna);
- Erdi zhang (二諦章, Studio sui due livelli di esposizione);